# Blaise de Montluc
Blaise de Montluc (francès: Blaise de Monluc)  (Condòm, 1499 - Estilhac, 26 de juliol de 1577 (Gregorià)) fou un militar gascó i escriptor en llengua francesa. Intentà de justificar la repressió que havia dut a terme a la Guiena com a cap de la Lliga Catòlica contra els hugonots mitjançant unes lletres adreçades al rei, que foren la base de les seves Mémoires i que tingueren llur versió definitiva als Commentaires (1592).

## Biografia
Blaise de Monluc va néixer entre 1500 i 1502 a Saint-Puy, fill gran de François de Lasseran-Massencômes, senyor de Monluc, que tenia terres a diferents parts del Gasconya, i els seus primera esposa, Françoise de Mondenard, Dame d'Estillac, de qui va heretar la família castell. Es disputen suggeriments que els Lasseran-Massencômes eren una branca cadet de la família Montesquiou més significativa.
El seu germà petit Jean de Monluc (1508–1579) esdevingué diplomàtic i posteriorment bisbe de Valence; malgrat la seva condició clerical, va tenir un fill natural, Jean de Monluc de Balagny (1545–1603), que va ser legitimat el 1563 i es va convertir en mariscal de França el 1594. El segon matrimoni del seu pare va donar lloc a altres cinc germanastres i cinc germanastres, dels quals sobreviuen pocs detalls. Una filla, Anne, es va casar amb François de Gélas i el seu fill petit Charles va succeir més tard al seu oncle Jean com a bisbe de Valence el 1574, mentre que Joachim era un altre soldat el saqueig de la Dordonya el 1537 encara es recordava tres segles després.
Monluc també es va casar dues vegades, la primera vegada amb Antoinette Ysalguier (1505–1562), filla del baró de Clermont. Van tenir tres filles, Françoise, Marguerite i Marie, juntament amb quatre fills, tots ells soldats. Tres dels quatre van morir en servei actiu; el més gran, Marc-Antoine, a Ostia el novembre de 1557, el segon, Pierre-Bertrand (1539–1566), en una expedició a Madeira, mentre que Fabian, el més jove, va morir en una escaramuza fora de Nogaro el juny de 1573. El seu tercer fill Jean (1548–1581) es va retirar després de ser greument ferit el 1569 i va ser nomenat bisbe de Condom a 1570. El segon matrimoni de Monluc amb Isabeau de Beauville va produir altres tres filles, Charlotte-Catherine, Suzanne i Jeanne.